# Burłackoje
Burłackoje (ros. Бурлацкое) – wieś w Rosji, w Kraju Stawropolskim, w rejonie błagodarnieńskim. W 2010 liczyła 3274 mieszkańców.